# Чемпіонат Європи з легкої атлетики в приміщенні 1986
Чемпіонат Європи з легкої атлетики в приміщенні 1986 відбувся 22–23 лютого в мадридському Палаці спорту. Довжина доріжки становила 164 м.
Європейський чемпіонат у приміщенні відбувся в іспанській столиці вдруге. Вперше це сталось у 1968.

## Призери

### Чоловіки
| Дисципліни            | Золото                         | Золото       | Срібло                     | Срібло  | Бронза                                          | Бронза  |
| --------------------- | ------------------------------ | ------------ | -------------------------- | ------- | ----------------------------------------------- | ------- |
| 60 метрів             | Рональд Дерюель Бельгія        | 6,61         | Штеффен Брінгманн НДР      | 6,64    | Брюно Марі-Роз Франція                          | 6,65    |
| 200 метрів            | Лінфорд Крісті Велика Британія | 21,10        | Олександр Євгеньєв СРСР    | 21,18   | Микола Разгонов СРСР                            | 21,48   |
| 400 метрів            | Томас Шенлебе НДР              | 46,97        | Хосе Алонсо Іспанія        | 47,12   | Матіас Шерзінг НДР                              | 47,59   |
| 800 метрів            | Петер Браун ФРН                | 1.48,96      | Коломан Трабадо Іспанія    | 1.49,12 | Тьєррі Тоннельє Франція                         | 1.49,51 |
| 1500 метрів           | Хосе Луїс Гонсалес Іспанія     | 3.44,55      | Хосе Луїс Каррейра Іспанія | 3.45,07 | Хан Кюлкер Нідерланди                           | 3.46,46 |
| 3000 метрів           | Дітмар Міллоніг Австрія        | 7.59,08      | Стефано Меї Італія         | 7.59,12 | Жуан Кампуш Португалія                          | 7.59,15 |
| 60 метрів з бар'єрами | Хав'єр Морачо Іспанія          | 7,67         | Данієле Фонтеккьйо Італія  | 7,70    | Хольгер Поланд НДР                              | 7,71    |
| Стрибки у висоту      | Дітмар Мегенбург ФРН           | 2,34         | Карло Тренхардт ФРН        | 2,31    | Джефф Парсонс Велика БританіяЕдді Анніс Бельгія | 2,28    |
| Стрибки з жердиною    | Атанас Тарєв Болгарія          | 5,70         | Мар'ян Коляса Польща       | 5,70    | Філіпп Колле Франція                            | 5,65    |
| Стрибки у довжину     | Роберт Емміян СРСР             | 8,32 CR      | Ласло Сальма Угорщина      | 8,24    | Ян Лейтнер Чехословаччина                       | 8,17    |
| Потрійний стрибок     | Маріс Бружикс СРСР             | 17,54 WIB CR | Володимир Плеханов СРСР    | 17,21   | Бела Бакоші Угорщина                            | 16,93   |
| Штовхання ядра        | Вернер Гюнтер Швейцарія        | 21,51        | Сергій Смирнов СРСР        | 20,36   | Марко Монтелатічі Італія                        | 20,11   |

### Жінки
| Дисципліни            | Золото                 | Золото      | Срібло                       | Срібло  | Бронза                       | Бронза  |
| --------------------- | ---------------------- | ----------- | ---------------------------- | ------- | ---------------------------- | ------- |
| 60 метрів             | Неллі Коман Нідерланди | 7,00 WIB CR | Марліс Ґер НДР               | 7,08    | Зільке Гладіш НДР            | 7,14    |
| 200 метрів            | Маріта Кох НДР         | 22,58       | Єва Каспшик Польща           | 22,96   | Кірстен Еммельманн НДР       | 23,28   |
| 400 метрів            | Сабіне Буш НДР         | 51,40       | Петра Мюллер НДР             | 51,59   | Анн-Луїза Скуглунд Швеція    | 52,40   |
| 800 метрів            | Зігрун Людвігс НДР     | 1.59,89     | Крістяна Матей Румунія       | 2.01,54 | Слободанка Чолович Югославія | 2.03,28 |
| 1500 метрів           | Світлана Кітова СРСР   | 4.14,25     | Тетяна Лебонда СРСР          | 4.14,29 | Мітіца Жунгхьяту Румунія     | 4.15,00 |
| 3000 метрів           | Інес Бібернелль НДР    | 8.54,52     | Івонн Маррей Велика Британія | 9.01,31 | Регіна Чистякова СРСР        | 9.01,72 |
| 60 метрів з бар'єрами | Корнелія Ошкенат НДР   | 7,79        | Анн Пікеро Франція           | 7,89    | Керстін Кнабе НДР            | 7,90    |
| Стрибки у висоту      | Андреа Бініас НДР      | 1,97        | Габріела Гюнц НДР            | 1,94    | Лариса Косіцина СРСР         | 1,94    |
| Стрибки у довжину     | Хайке Дрехслер НДР     | 7,18 CR     | Хельга Радтке НДР            | 6,94    | Олена Коконова СРСР          | 6,90    |
| Штовхання ядра        | Клаудія Лош ФРН        | 20,48       | Гайді Крігер НДР             | 20,21   | Міхаела Логін Румунія        | 19,07   |

## Медальний залік
| Місце                | Країна               | Золото | Срібло | Бронза | Загалом |
| -------------------- | -------------------- | ------ | ------ | ------ | ------- |
| 1                    | НДР                  | 8      | 6      | 5      | 19      |
| 2                    | СРСР                 | 3      | 4      | 4      | 11      |
| 3                    | ФРН                  | 3      | 1      | 0      | 4       |
| 4                    | Іспанія              | 2      | 3      | 0      | 5       |
| 5                    | Велика Британія      | 1      | 1      | 1      | 3       |
| 6                    | Бельгія              | 1      | 0      | 1      | 2       |
| 6                    | Нідерланди           | 1      | 0      | 1      | 2       |
| 8                    | Австрія              | 1      | 0      | 0      | 1       |
| 8                    | Болгарія             | 1      | 0      | 0      | 1       |
| 8                    | Швейцарія            | 1      | 0      | 0      | 1       |
| 11                   | Італія               | 0      | 2      | 1      | 3       |
| 12                   | Польща               | 0      | 2      | 0      | 2       |
| 13                   | Франція              | 0      | 1      | 3      | 4       |
| 14                   | Румунія              | 0      | 1      | 2      | 3       |
| 15                   | Угорщина             | 0      | 1      | 1      | 2       |
| 16                   | Югославія            | 0      | 0      | 1      | 1       |
| 16                   | Португалія           | 0      | 0      | 1      | 1       |
| 16                   | Чехословаччина       | 0      | 0      | 1      | 1       |
| 16                   | Швеція               | 0      | 0      | 1      | 1       |
| Загалом (19 збірних) | Загалом (19 збірних) | 22     | 22     | 23     | 67      |

## Відео
- Відеозвіт (частина 1) на YouTube
- Відеозвіт (частина 2) на YouTube

## Виступ українців
| Чоловіки (3) | Чоловіки (3)      | Чоловіки (3) | Чоловіки (3) |
| Місце        | Атлет             | Дисципліна   | Результат    |
| ------------ | ----------------- | ------------ | ------------ |
| 3            | Микола Разгонов   | 200 м        | 21,48        |
|              | Сергій Лаєвський  | довжина      | 8,05         |
|              | Олександр Котович | висота       | 2,24         |

| Жінки (3) | Жінки (3)       | Жінки (3)  | Жінки (3) |
| Місце     | Атлетка         | Дисципліна | Результат |
| --------- | --------------- | ---------- | --------- |
|           | Нуну Абашидзе   | ядро       | 18,44     |
| пф        | Ірина Слюсар    | 200 м      | 23,46     |
| пф        | Надія Коршунова | 60 м з/б   | 8,01      |